# Harholmen
Harholmen ist eine Insel im Horgefjord in der Gemeinde Strand in der norwegischen Provinz Rogaland.
Sie liegt nordwestlich von Tau und ist vom östlich gelegenen Festland durch den etwa 650 Meter breiten Harholmsundet getrennt. Die kleine nur spärlich bewachsene Schäreninsel erstreckt sich über etwa 180 Meter in Nord-Süd-Richtung bei einer Breite von bis zu 120 Metern. Sie erreicht eine Höhe von bis zu 17 Metern.